# Sultanato di Granada
Il Sultanato di Granada fu l'ultima veste assunta da uno dei mulūk al-tawāʾif (regni di taifa) sorti dalle ceneri del califfato omayyade di al-Andalus ai primi dell'XI secolo. Fu l'ultimo regno musulmano in Spagna a cadere nel 1492, nel corso della Reconquista.

## Storia

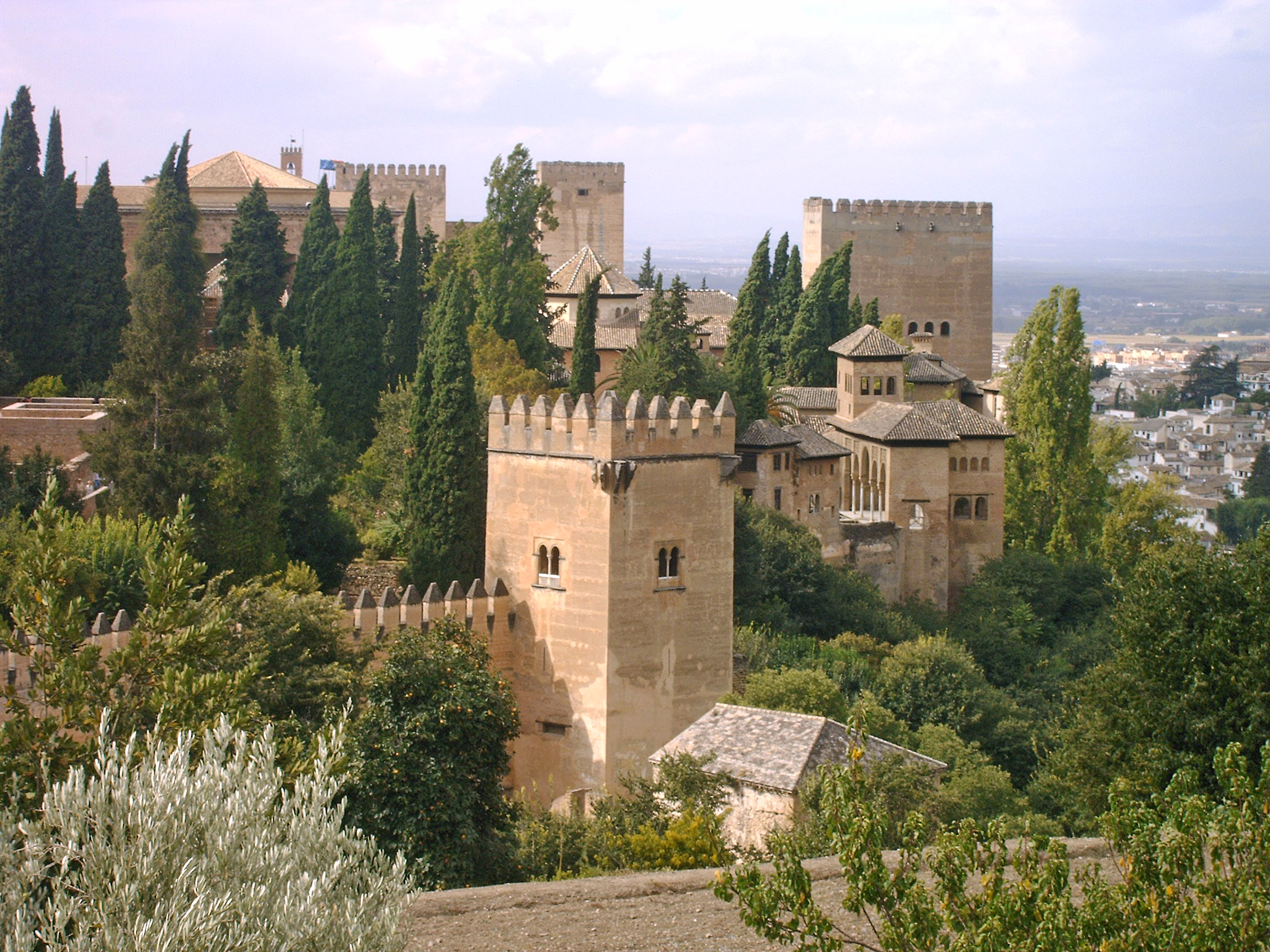
L'Alhambra di Granada, il complesso residenziale della dinastia Nasride, vista dai giardini del Generalife (arabo jannat al-ʿarīf, "giardino del sovrintendente"). Sullo sfondo il quartiere dell'Albaycín

La regione era stata conquistata nell'VIII secolo dai musulmani.
La città musulmana di Granada (in arabo  ﻏﺮﻧﺎﻃـة‎?, Gharnāṭa), che sorge nel sud dell'attuale Andalusia, in età califfale si chiamava Elvira ed era la capitale del Regno. Altra importante città fortificata era Malaga che dal 1026 era stata la capitale dell'omonima taifa hammudita.
Commercialmente assai vivace, grazie anche all'abile attività imprenditoriale del suo ricco elemento ebraico (grazie al quale la città più tardi sarebbe stata sovente chiamata Gharnāṭa al-Yahūd, "Granada degli ebrei"), Granada si organizzò dapprima grazie ai berberi Sanhaja della dinastia ziride, che già governava la Qalʿa dei Banū Ḥammād e in seguito la città di Bijāya (Bugie).
Nel 1237 la città cadde sotto il dominio dei Nasridi, riuscendo a sottrarsi all'autorità degli Almohadi, e la città - chiamata finalmente Granada - e il suo territorio divenne un Sultanato. L'anno dopo Muhammad ibn Nasr consolida il suo potere a Granada e divenne il primo sultano nasride di Granada.
Nel 1275 i Mori di Granada sconfiggono, nella battaglia di Écija l'erede al trono di Castiglia, Ferdinando, che cadde in combattimento.
I Merinidi, che hanno rimpiazzato gli Almohadi a Marrakech (sultanato del Marocco) intorno al 1280 sono arrivati nella penisola iberica in aiuto dei Nasridi di Granada.
Il re di Castiglia, Ferdinando IV, con l'aiuto di un contingente portoghese del re Dionigi e della flotta aragonese del re Giacomo II nel 1309 conquista Gibilterra. Ferdinando IV poi muore all'assedio di Algeciras, nel 1312.
Alfonso XI si adopera per tutta la durata del suo regno a conquistare il sultanato di Granada. Nel 1319 Durante la reggenza della nonna, Maria di Molina viene portato un attacco contro il regno di Granada, che con l'aiuto dei Merinidi ha la meglio sui castigliani.
Nel 1333 il sultanato di Granada, con l'aiuto dei Merinidi riesce a riconquistare Gibilterra.
Nel 1344 Alfonso XI conquista la città di Algeciras.
Nel 1406 dopo circa 50 anni di tregua, dovuta ai problemi interni della corona di Castiglia, il re, Enrico III di Trastamara, riprende la campagna militare contro i Mori del Regno del sultanato di Granada, ottenendo l'importante vittoria di Collejares, nelle vicinanze d'Úbeda, dove pare che i musulmani, primi in Europa, usano armi da fuoco manuali (rudimentali fucili).
Dopo la morte di Enrico III, il reggente, il fratello, Ferdinando prosegue nel 1410 la guerra contro i Mori di Granada, e si comportò con molto valore alla conquista di Antequera, che gli fu dato il soprannome del d'Antequera.
Nel 1431 il re di Castiglia, Giovanni II e il suo ministro, Álvaro de Luna riprendono la guerra contro il sultanato di Granada occupano Jimena de la Frontera, avanzano verso la capitale del regno dei Mori, riportarono una vittoria nella battaglia di La Higueruela il 1º luglio del 1431, senza però riuscire a raggiungere Granada.
Nel 1462 Gibilterra viene conquistata dal duca di Medina Sidonia, come vassallo della Corona di Castiglia. Solo, nel 1501, la città viene incorporata nel dominio reale della regina Isabella di Castiglia.
Malaga fu presa nel 1487 e segnò uno dei momenti più sanguinosi della Reconquista. La città, cinta d'assedio da 45.000 uomini e difesa da forze tre volte inferiori, oppose una fiera resistenza per quasi sei mesi, finché fu costretta alla resa il 13 agosto. Il re Ferdinando il Cattolico negò ai vinti una capitolazione onorevole e, ad eccezione di alcuni disertori, i 15.000 sopravvissuti della città furono condannati a morte o ridotti in schiavitù.

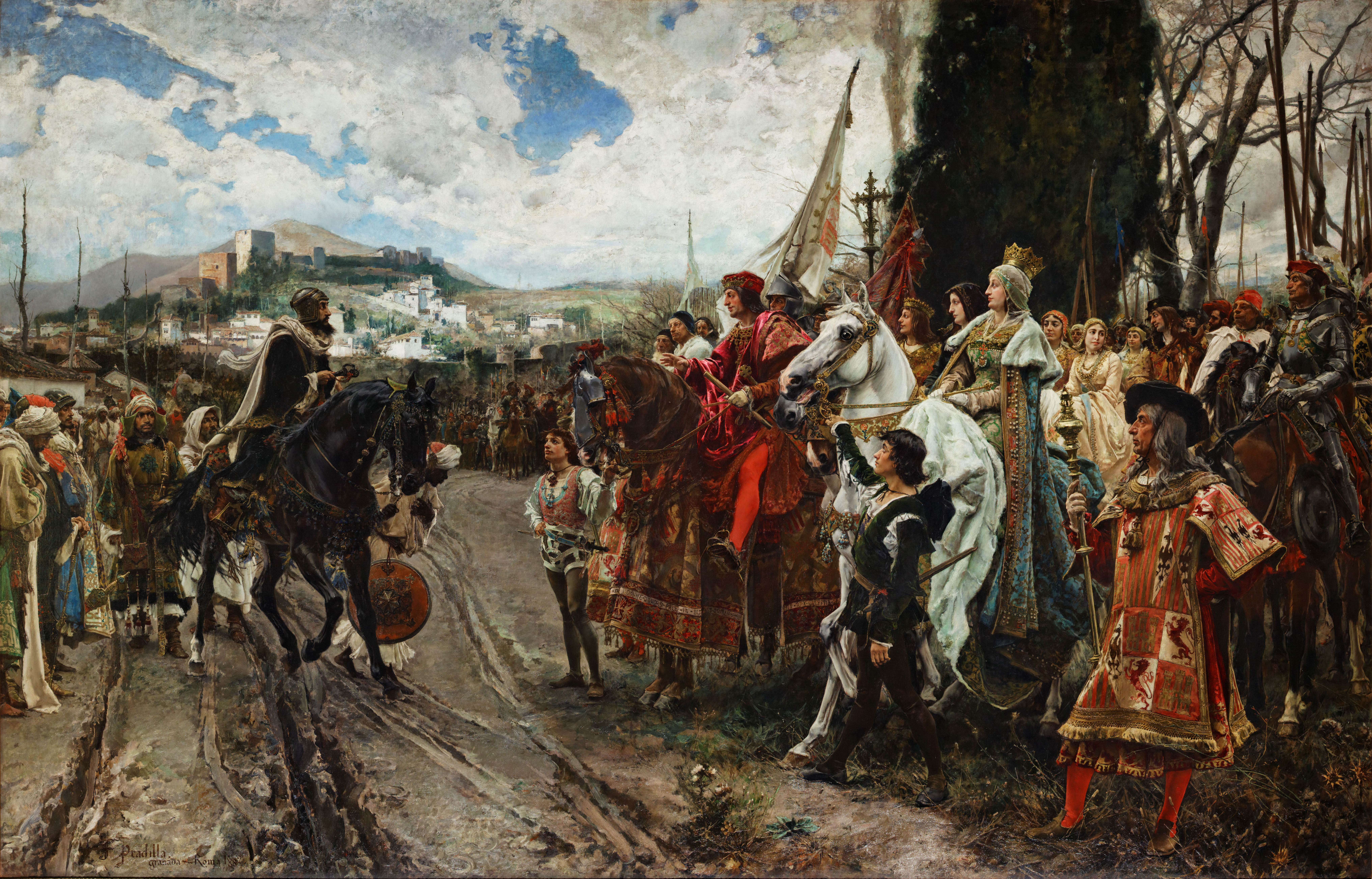
La resa di Granada, Francisco Pradilla Ortiz, 1882

Il sultanato di Granada cadde nel gennaio 1492 nelle mani delle congiunte corone di Castiglia e Aragona e dei rispettivi re, Isabella di Castiglia e Ferdinando II d'Aragona. Il 2 gennaio i Re Cattolici entrano vittoriosi in Granada, con il crocifisso in mano e mettono la parola fine alla Reconquista.
Il Sultanato era governato allora da Boabdil (Abū ʿAbd Allāh Muhammad), la cui discendenza si convertirà al Cristianesimo dopo la caduta del sultanato.
Boabdil andò in esilio con i suoi beni e il Sultanato fu inglobato nel nuovo regno di Spagna, mentre l'Alhambra fu dichiarata residenza reale.